# Resolució 1272 del Consell de Seguretat de les Nacions Unides
La Resolució 1272 del Consell de Seguretat de les Nacions Unides fou adoptada per unanimitat el 25 d'octubre de 1999 després de recordar les resolucions anteriors sobre Timor Oriental (Timor Leste), en particular les resolucions 384 (1975), 389 (1976), 1236 (1999), 1246 (1999), 1262 (1999) i 1264 (1999). El Consell va establir l'Administració de Transició de les Nacions Unides a Timor Oriental (UNTAET) que seria responsable de l'administració del territori fins a la seva independència l'any 2002.

## Resolució

### Observacions
El Consell de Seguretat va prendre nota de la decisió del poble timorès oriental en el Referèndum d'Autonomia Especial de Timor Oriental per començar un procés de transició sota l'administració de les Nacions Unides cap a la independència. Es va desplegar la Força Internacional per Timor Oriental (INTERFET) i calia una cooperació contínua entre el govern d'Indonèsia i l'INTERFET. Mentrestant, el Consell es va preocupar pel deteriorament de la situació humanitària a conseqüència de la violència a Timor Oriental que havia causat desplaçaments a gran escala de civils i violacions generalitzades del dret internacional humanitari i dels drets humans.

### Actes
Actuant amb el Capítol VII de la Carta de les Nacions Unides, el Consell va autoritzar l'establiment de la UNTAET que tindria plena responsabilitat per a l'administració de Timor Oriental i el control de l'executiu, la legislació i l'administració de justícia. La UNTAET també mantindrà la llei i l'ordre, ajudarà en el desenvolupament dels serveis civils, facilitarà el lliurament de l'ajuda humanitària, recolzarà la creació de capacitat i establirà una administració eficaç i les condicions per al desenvolupament sostenible. Els principals components de la UNTAET consistirien en:
(a) un component governamental i d'administració pública que inclou 1.640 policies;
(b) un component humanitari;
(c) un component militar amb 8.950 efectius i 200 observadors militars.
Addicionalment, la UNTAET va ser autoritzada a adoptar totes les mesures necessàries per complir el seu mandat. El secretari general Kofi Annan havia de nomenar un Representant Especial per encapçalar l'operació i qui tindria el poder de fer noves lleis i suspendre o revocar les ja existents.
El Consell va destacar la necessitat de la cooperació entre la UNTAET, la INTERFET i la població local per tal de crear una institució independent per als drets humans entre d'altres. L'INTERFET també seria substituïda pel component militar de la UNTAET. Es necessitava assistència humanitària i de reconstrucció, inclosa la qüestió dels refugiats i persones desplaçades que es reubicaven a Timor Occidental o Timor Oriental, i es van condemnar els actes de violència. El secretari general va establir un fons fiduciari per finançar l'assistència internacional, i se li va demanar que proporcionés actualitzacions periòdiques sobre tots els aspectes de la situació a Timor Oriental.